# Nathan Bedford Forrest
Nathan Bedford Forrest (Chapel Hill, Tennessee; 13 de julio de 1821-Memphis, Tennessee; 29 de octubre de 1877) fue un militar estadounidense, general del Ejército confederado durante la guerra de Secesión estadounidense y primer gran mago del Ku Klux Klan desde 1867 hasta 1869.
Antes de la guerra, Nathan Forrest amasó una riqueza sustancial como propietario de plantaciones de algodón, comerciante de caballos y ganado, corredor de bienes raíces y comerciante de esclavos. En junio de 1861, se alistó en el Ejército confederado y se convirtió en uno de los pocos soldados durante la guerra en alistarse como soldado raso y ascender a general sin ningún entrenamiento militar previo. Experto líder de caballería, Forrest recibió el mando de un cuerpo y estableció nuevas doctrinas para las fuerzas móviles, ganándose el sobrenombre de «el mago de la silla de montar». Sus métodos influyeron en las generaciones futuras de estrategas militares, aunque algunos comentaristas consideran que el alto mando confederado ha subestimado su talento.  Aunque los académicos generalmente reconocen las habilidades y la perspicacia de Forrest como líder de caballería y estratega militar, ha seguido siendo una figura controvertida en la historia racial del Sur estadounidense por su papel principal en la masacre de cientos de soldados de la Unión en Fort Pillow, la mayoría de ellos negros, junto con su papel después de la guerra como líder del Ku Klux Klan.
En abril de 1864, en lo que se ha llamado «uno de los eventos más sombríos y tristes de la historia militar estadounidense», las tropas bajo el mando de Forrest en la batalla de Fort Pillow (Henning) masacraron a cientos de tropas, compuestas por soldados negros y sureños blancos de Tennessee leales a la Unión, que ya se habían rendido. Forrest fue acusado de la matanza en la prensa de la Unión, y esta noticia puede haber fortalecido la determinación del Norte de ganar la guerra. El 9 de mayo de 1865 se rendiría en Gainesville (Georgia).
Forrest, quien pertenecía a la francmasonería, se unió al Ku Klux Klan en 1867 (dos años después de su fundación) y fue elegido su primer Gran Mago. El grupo era una colección suelta de facciones locales en toda la ex Confederación que usaban la violencia y la amenaza de violencia para mantener el control blanco sobre los ex esclavos recién liberados. El Klan, con Forrest a la cabeza, suprimió el derecho al voto de los negros en el sur mediante la violencia y la intimidación durante las elecciones de 1868. En 1869, Forrest expresó su desilusión por la falta de disciplina en el grupo terrorista supremacista blanco en todo el sur y emitió una carta ordenando la disolución del Ku Klux Klan así como la destrucción de sus vestimentas. Luego se retiró de la organización. En los últimos años de su vida, Forrest insistió en que nunca había sido miembro y pronunció un discurso público a favor de la armonía racial.
En junio de 2021, los restos de Forrest y su esposa fueron exhumados de un parque en Memphis que lleva su nombre, donde habían estado enterrados durante más de 100 años. Serán enterrados nuevamente en Columbia, Tennessee. En julio de 2021, las autoridades de Tennessee votaron para trasladar el busto de Forrest del Capitolio del Estado al Museo del Estado de Tennessee.

## Biografía
Forrest nació en una familia pobre en Chapel Hill, en el condado de Marshall, Tennessee, siendo el mayor de doce hermanos. Su padre murió cuando Forrest tenía 17 años, y entonces Forrest se vio obligado a sacar adelante a la familia. Se convirtió en hombre de negocios, dueño de varias plantaciones, y mercader de esclavos en Memphis. Cuando estalló la guerra civil en 1861, Forrest era millonario, y todos sus hermanos habían ido a la universidad. Dado que gran parte de su fortuna se debía al mercado de esclavos, era natural que Forrest apoyara al bando esclavista durante la guerra.

### Guerra de Secesión
Nathan Bedford Forrest se alistó en el ejército confederado como soldado raso, y el 14 de julio de 1861, se unió a la Compañía E de Rifles Montados, bajo el mando del capitán J. S. White. Forrest ofreció utilizar su dinero personal para comprar caballos y armamento. El gobernador del estado promovió a Forrest al rango de coronel, sorprendido de que alguien con esa riqueza se hubiera alistado en el rango más bajo del ejército. Los primeros éxitos de Forrest en la guerra, le valieron llegar a ser general brigadier un año después.
El 25 de marzo de 1864, en la batalla de Fort Pillow, Forrest encabezó al ejército confederado, exigiendo rendición incondicional, so pena de «pasar a cada enemigo por las armas». Los hechos de la batalla son inciertos y la misma está rodeada de grandes controversias, pero hay versiones que señalan que, tras hacer prisioneros a los soldados de la Unión, éstos fueron ejecutados, crucificados o quemados vivos. Una investigación posterior hecha por el ejército de la Unión determinó que, si esta versión es cierta, Forrest no tenía culpa en el asunto. Sin embargo, los rumores fueron suficientes para opacar la carrera militar del general. Al terminar la guerra, Forrest era teniente general.

### Posguerra
Después de la guerra Forrest se retiró a Memphis, donde estaba arruinado financieramente, pues la esclavitud fue abolida tras la guerra. Entró a trabajar en una compañía ferroviaria, de la que fue nombrado presidente.
Durante su retiro en Memphis, Forrest fue una figura prominente en la fundación del Ku Klux Klan, un grupo compuesto principalmente por veteranos confederados comprometidos con la intimidación violenta de negros, norteños y republicanos. Aunque negaba siempre pertenecer a este grupo, públicamente en una entrevista, reconoció ser simpatizante del mismo, y fue tan lejos como para decir que el KKK tenía más de medio millón de miembros, y que él podría, si lo requería, reunir a 40.000 de ellos en cinco días.
Forrest murió en Memphis en octubre de 1877 a causa de complicaciones con la diabetes.

## En la cultura popular
- El personaje principal en la película "Forrest Gump", menciona que su nombre es en honor de un antepasado suyo, un tal «general Forrest" y que su madre le puso ese nombre para enseñarle que a veces la gente hace estupideces, y se puede ver un montaje donde se muestra a N. B. Forrest (personificado por Tom Hanks) con su uniforme militar y la túnica característica del Ku Klux Klan.